# Sphenomorphus celebense
Sphenomorphus celebense là một loài thằn lằn trong họ Scincidae. Loài này được Müller mô tả khoa học đầu tiên năm 1894.